# Zosterop de Gizo
El zosterop de Gizo (Zosterops luteirostris) és un ocell de la família dels zosteròpids (Zosteropidae).

## Hàbitat i distribució
Habita els boscos de l'illa de Gizo, a les Salomó centrals.